# يوسف مجيم الشلال
يوسف مجيم عبد الله الشلال (1938- 2025) ،  مواليد دولة الكويت نائب سابق في مجلس الأمة الكويتي، شارك في الفصل التشريعي الخامس عام (1975) عن الدائرة الثالثة - الشويخ - وحصل علي المركز الرابع ب (922) صوت، وفاز بالانتخابات ، كما ترأس مجلس ادارة نادي الجهراء الرياضي بين عامي (1971 - 1975) وأصبح رابع رئيس للنادي منذ نشأته.

## نشأته
ولد يوسف مجيم عبدالله الشلال العنزي سنة 1938 في مدينة الكويت وتحديدا في الحي القبلي ، و تتلمذ على يد عقاب الخطيب ومحمد النشمي ، وكان في بداية حياته الشبابية بطل الدراجات الهوائية على مستوى الكويت و حصد عدة جوائز و شهادات تقديرية من الدولة وذلك للفترة مابين 1954 لغاية بداية الستينات الميلادية ، كما عمل بالأعمال الحرة وترأس مجلس أدارة نادي الجهراء الرياضي للفترة من 1973 لغاية 1975 ، وانتقل الي العمل السياسي وخاض انتخابات مجلس الأمة وأصبح عضو مجلس الأمة الكويتي للفصل التشريعي الرابع للفترة من 27/1/1975 لغاية 29/8/1976 حينها حل المجلس في عهد الشيخ صباح السالم الصباح ، وبعدها تفرغ لأعماله الخاصة.

## انتخابات مجلس الأمة
| الانتخابات    | الدائرة الانتخابية | المركز            | عدد الأصوات | النتيجة |
| ------------- | ------------------ | ----------------- | ----------- | ------- |
| انتخابات 1971 | الدائرة الثالثة    | المركز السابع     | 587 صوت     | خسر     |
| انتخابات 1975 | الدائرة الثالثة    | المركز الرابع     | 922 صوت     | فاز     |
| انتخابات 1981 | الدائرة العشرون    | المركز السادس     | 238 صوت     | خسر     |
| انتخابات 1985 | الدائرة العشرون    | المركز الثالث عشر | 201 صوت     | خسر     |